# Syntretus nevelskoii
Syntretus nevelskoii är en stekelart som beskrevs av Sergey A. Belokobylskij 1996. Syntretus nevelskoii ingår i släktet Syntretus och familjen bracksteklar. Inga underarter finns listade i Catalogue of Life.